# 鹄坡县
鹄坡县，是泰国南部北大年府的一个县。总面积339.4平方公里，总人口64329人，人口密度189.5人/平方公里（2005年）。

## 行政区划
鹄坡县辖有12个区，81个村。